# 紫光集團
紫光集团有限公司（英文： Tsinghua Unigroup Co., Ltd. ，简称“紫光集团”），是一家综合型控股集团，由北京智广芯控股有限公司（简称“智广芯”）100%控股，无实际控制人。
2022年7月，紫光集团重整，原股东“清华控股”与“北京健坤”全部退出，公司无实际控制人；长江存储也从紫光集团剥离，所持股份由湖北科投承接。2022年7月11日，北京智广芯控股有限公司（简称“智广芯”）获得公司100%股权。

## 發展歷史
1988年，北京清華大學指派張本正負責成立清华大学科技开发总公司，由張孝文行政副校長任董事長，成为紫光集团前身。
1993年4月，清華大學科技開發總公司改組為清華紫光总公司，逐步形成紫光集團。在取得台灣掃瞄器廠商的授權與技術之後，1997年，紫光集團成為全中國最大的掃瞄器廠商。
2001年，紫光股份公司與清華紫光古漢公司出現大量虧損，清華大學黨委會指派新華大學企業集團董事長榮泳霖負責整頓清華紫光集團。2003年，清華控股公司成立，清華紫光集團的全部股份劃入清華控股。
2005年6月，正式改名紫光集團。由全民所有制企业改制为有限责任公司，即紫光集团有限公司，清華大學持股80%。
2009年6月，增资扩股并引进新的管理团队，由趙偉國任董事長，成为由清华控股有限公司控股，建立市场化机制的国有控股企业。
2010年，正式确立混合所有制模式，清华控股持股51%，民营企业健坤集团（全稱：北京健坤投资集团有限公司）持股49%。
2013年
- 7月，紫光集團以17.8億美元收購展訊通信。
- 11月，紫光集團以9.1億美元收購銳迪科微电子[6]。

2015年
- 9月26日，英特爾公司以15億美元入股紫光集團旗下的控股公司，投資展訊與銳迪科，持股比例約為20%。展訊同時獲得英特爾x86架構的授權，可以開發與銷售相關產品。
- 9月30日，清華控股旗下紫光股份以每股92.50美元，斥資37.75億美元(约为240亿人民币)欲入股美國（Western Digital Corp）的15%股權[7]。
- 10月30日，紫光股份以每股75元新台幣，斥資194億元新台幣入股全球第五大封測服務廠，台灣力成科技25%股權，2017年1月，力成宣布終止該認股協議。
- 12月11日，紫光欲以568億元新台幣（約134億港元）收購半導體封裝測試商矽品精密工業24.9%股權，但遭矽品董事會終止。同時欲以119億元新台幣（約28.1億港元）收購記憶體與驅動IC封測廠南茂科技25%股權，但於2016年11月由南茂科技終止該項入股計畫。紫光集團入主台灣科技公司的計畫皆以失敗告終。

2016年2月24日，紫光股份发布公告称，由于投资西部数据的交易需要履行美国外资投资委员会（CFIUS）的审查程序，擔心無法通過，公司董事会决定终止此次交易，入股西数失败，但雙方共同出資的合資公司還會繼續推進
。同年，加入中國高端晶片聯盟。
2018年
- 第二季，紫光集團聯合國家積體電路產業投資基金設立的長江存儲武漢光谷國家記憶體基地，開始量產32層3D NAND快閃記憶體晶片，是中國首批擁有完全自主智慧財產權的32層3D NAND快閃記憶體晶片，並為中國在製程上最接近國際高階水準的主流晶片[9]。
- 7月25日，紫光集團旗下紫光聯盛以22億歐元（174億人民幣）收購法國智慧型晶片元件製造商Linxens。
- 9月5日，紫光集團股東之一的清華控股，將其30%股份轉售給蘇州高鐵新城國有資產經營管理有限公司，另將6%股售給海南聯合資產管理有限公司，完成後，三者合共持有紫光集團51%股，清華控股持股降至15% 。
- 10月25日，深圳市政府國有資產監督管理委員會全資子公司深圳市投資控股公司與清華控股共同簽署《合作框架協定》，清華控股終止向蘇州高鐵新城國有資產經營管理有限公司和海南聯合資產管理有限公司轉讓紫光集團36%股權，轉為向深圳市投資控股公司轉讓紫光集團36%股權。

2019年8月10日，清華控股決定終止向深圳市投資控股公司轉讓其所持紫光集團36%股權，終止股權轉讓后，紫光集團的原有股權結構保持不變，清華控股仍持有紫光集團51%股權，仍為紫光集團的控股股東。
2021年7月9日，紫光集團宣告破產重組。
2021年12月10日，紫光集团管理人宣布，经过多轮竞标，智路资本和建广资产联合体成为破产重整的战略投资者。
2021年12月13日，紫光集团管理人与相关战略投资者签署了《重整投资协议》，并制定了重整计划草案，采用了整体重整原则和存续式重整模式，主要包括债务清偿计划和业务重整计划。
2021年12月29日，紫光集团重整计划获债权人和出资人高票表决通过。根据重整草案，若紫光集团重整计划得以顺利实施，有财产担保债权将全额现金清偿，普通债权将通过现金、股票抵债及留债等方式予以清偿，预计可实现95%至100%的清偿率。其中湖北科投现金出资51亿元收购长江存储项目资产并承接与长江存储相关的担保责任，紫光集团不再持有长江存储。
2022年1月14日，北京一中院裁定批准重整计划，并终止紫光集团有限公司等七家企业重整程序。
2022年3月31日，战投方“智路资本和建广资产联合体”向债权人承诺的 600 亿元投资款在约定时间前到位。
2022年7月11日，紫光集团宣告完成了公司股权及新任董事、监事、总经理的工商变更登记手续，战略投资人“智路建广联合体”设立的控股平台北京智广芯控股有限公司（简称“智广芯”）顺利承接紫光集团的100%股权，两家原股东清华控股有限公司及北京健坤投资集团有限公司全部退出。由于智广芯无实际控制人，变更后紫光集团为无实际控制人。同时，长江存储也从紫光集团剥离，所持股份由湖北科投承接。
2022年11月4日，紫光集团官网发布信息，紫光集团旗下紫光联盛已成功收购瑞典Nile集团多数股权，布局智慧医疗领域。

## 下属及所投公司

### 紫光股份
紫光股份有限公司（000938.SZ），主要提供网络、计算、存储、云计算、和智能终端等全栈 ICT 基础设施及数字化解决方案。下属控股公司包括新华三集团有限公司、紫光数码（苏州）集团有限公司、紫光计算机科技有限公司等。2021年营业收入676亿元、总资产664亿元。

### 紫光展锐
紫光展锐（上海）科技有限公司，产品包括移动通信中央处理器、基带芯片、AI芯片、射频前端芯片、射频芯片等各类通信、计算及控制芯片，广泛应用于消费电子、物联网等领域。2021年实现营业收入117亿元。

### 紫光国微
紫光国芯微电子股份有限公司（002049.SZ） ，以智慧芯片为核心，产品包括智慧链接晶片、半导体功率器件、石英晶体频率器件和高可靠積體電路等，为移动通訊、金融、汽车、工业、物联网等多个行业提供晶片、系统解决方案和终端产品。2021年营业收入53.4亿元。

### 紫光联盛
北京紫光联盛科技有限公司，旗下核心企业法国立联信，提供全球领先的万物互联核心产品及解决方案。公司在全球已设立31家分公司，7大生产基地，销售网络覆盖欧美亚非四大洲核心区域。2022年实现全球营收4.3亿欧元。

### 幸福人寿
幸福人寿保险股份有限公司是一家人寿保险公司，注册资本金达101.3亿元人民币，位于寿险公司前列，资本实力雄厚，已设立22家分公司，253家分支机构，提供覆盖寿险、疾病、医疗、意外、财富管理等多个领域，充分满足客户全生命周期多层次需求的保险产品和服务。2021年实现保险业务收入131.28亿元

### 诚泰保险
诚泰财产保险股份有限公司是一家财产保险公司，目前已设立云南、四川、河南、山西、湖南等分公司，及90余家中心支公司、产品体系包括近950款产品，累计提供了超七万亿元的风险保障。2021年实现保险业务收入19.03亿元。

### 曲靖市商业银行
曲靖市商业银行是一家地方性股份制商业银行，现有对外营业机构45个，金融服务网点覆盖昆明、曲靖、红河、楚雄、大理等城市和地区。在由《银行家》杂志主办的“2020中国商业银行竞争力评价排名”中，获资产规模1000亿元以下城商行竞争力排名第一名。截至2022年9月末，资产规模达644亿元，各项存款余额430亿元，各项贷款余额366亿元。

### 中青芯鑫
中青芯鑫(苏州工业园区)资产管理有限责任公司是一家专注于集成电路半导体等战略新兴产业的股权投资、基金管理和资产管理机构，目前管理资产超过200亿元。

### 芯鑫融资租赁
芯鑫融资租赁有限责任公司通过综合运用直接融资租赁、售后回租赁、经营性租赁等不同形式的本外币租赁，为企业提供金融服务。

### 西藏紫光投资基金
西藏紫光投资基金有限责任公司是一家在中基协备案的私募股权基金管理公司。在管基金规模约20亿，以财务投资人身份对有潜力的未上市公司进行投资。

### 中青恒辉
中青恒辉资产管理有限公司是配合中青控股旗下互联网银行、创投、孵化器等业务板块，建设以青年志愿者数据库为基础的青年信用体系，并围绕青年信用体系开展普惠金融、互联网服务、创业创新服务等业务、打造“守信青年”生态圈的私募股权投资管理机构。

### 学大教育
学大（厦门）教育科技集团股份有限公司（000526.SZ）是A股市场上专注于个性化教育的上市公司，拥有超300个学习中心和3000余名专职老师，累计辅导学员超过100万，业务覆盖100余座城市。自2001年创立以来，学大教育打造了包括个性化培训、全日制教育、职业教育、文化服务等在内的丰富业务模式。2019年开启智慧教育，2021年起全面打造职业教育全国板块，推进全年龄段、智能化的文化服务。
紫光摩度
紫光科服
北京紫光科技服务集团有限公司依托紫光集团的品牌优势，立足于地产开发运营的丰富经验，承接紫光集团科技服务地产板块的战略布局。现阶段公司已实现以北京为中心的全国性战略布局，管理项目涵盖制造基地厂区、产业园区、写字楼、中高端住宅、国际社区等，具有xxxx及xxx资质。
紫光通州商务园
紫光深圳数码港
紫光成都商务中心
紫金诚征信
紫金诚征信有限公司获得人民银行企业征信备案，聚焦为商业银行等客户提供从数据、模型、平台到运营的全场景一体化数智解决方案。截至目前，已助力微众银行微业贷成功授信166家中小微企业。

## 事件

### 趙偉國貪污案
紫光集團前董事長趙偉國於2014至2021年間濫用職權，透過關係人低價購房牟利、轉讓盈利業務、低價出租資產等方式，造成國家及上市公司損失逾14億元人民幣。趙偉國於2022年被調查，被吉林市中級法院一審判處死刑，緩期兩年執行，並終身剝奪政治權利、沒收全部財產。紫光集團原為清華大學下屬企業，因債務危機於2022年重整，轉由國資控股。

## 外部連結
- 紫光集團官網